# 馬江海戦
馬江海戦（ばこうかいせん）または馬尾海戦は、清仏戦争の緒戦の戦い。フランス海軍のアメデ・クールベ提督率いるフランス極東艦隊が、清朝の福建水師と福州船政局を壊滅させた。

## 経緯
ベトナム進出を目指すフランスと、阮朝ベトナムの宗主国である清朝の反目は、ベトナム国内での衝突を生んだ。だが清朝の戦果は芳しくなかったため、この事態を何とか収めようとした清朝穏健派の李鴻章は1884年5月11日に清国軍の撤退・トンキン分割・貿易路の確定などを取り決めた天津停戦協定（李・フルニエ協定）を締結した。だがその詳細の解釈について両国の認識に齟齬が生じると、清国内の主戦派が息を吹き返し、バクレの戦いでフランス軍を撃退した。すると今度はフランス国内で開戦論が高まり、1884年7月12日にフランス艦隊8隻を福州沖の羅星塔に停泊させて閩江の封鎖を行った。
対する清朝の福建水師には福州の馬尾港に揚武・伏波など13隻の軍艦が待機していたが、福州船政大臣何如璋や福建軍務会弁張佩綸は開戦を回避する道を探っており、艦隊は港の守りを固めるだけで積極的な攻撃は行わなかった。
両国間で続けられていた和平交渉は8月中旬に決裂し、フランス軍は1884年8月22日にフランス艦隊のアメデ・クールベ提督に対して、福州船政局の破壊と馬尾港の福建水師の撃破を命じた。クールベは翌日の攻撃を、清朝側の閩浙総督と、羅星塔に停泊していた中立国の軍艦の司令官に通告した。

## 戦闘の経過

### 艦隊編成

#### フランス側
8月23日の攻撃の時点で、フランス海軍で羅星塔に停泊していたのは極東戦隊の一部だった。特に艦隊の主力である4隻の装甲艦はいずれも投入不能であった。そこでクールベは急遽、下記の艦艇で戦時編成を行った。
- 巡洋艦：デュゲイ・トルーアン、ヴィラール（Villars）、デスタン（d’Estaing）、ヴォルタ（Volta）
- 砲艦：リンクス（Lynx）、アスピック（Aspic）、ウィペール（Vipère）
- 45・46号水雷艇

以上を交戦域に連れて行き、ヴォルタを旗艦とした。また、
- 巡洋艦：シャトールノー（Châteaurenault）
- 兵員輸送船：ソーヌ（Saône）

は中国艦の離脱を妨げるために閩江河口に待機させた。
フランス艦艇の総排水量は14,500トン、兵員1,780名の戦力となった。さらにフランス艦隊は、兵員の練度・兵器装備の面で中国側に勝っていた。

#### 清国側

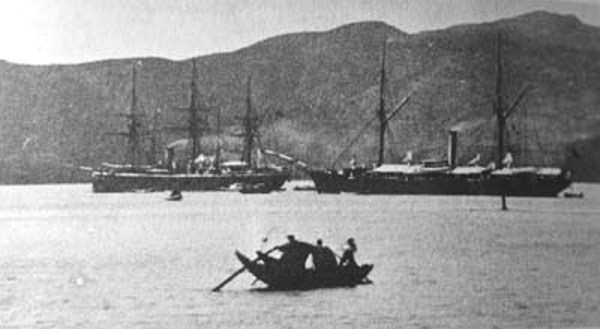
戦闘前夜に福州造船廠に投錨する清国の旗艦揚武と砲艦福星

対する福建軍務会弁張佩綸率いる福建艦隊は、木製コルベット艦揚武を旗艦として、
- 偵察輸送艦：琛航、永保、伏波、飛雲、済安
- 外輪船：藝新
- 木製砲艦：振威、福星
- レンデル式砲艦：福勝、建勝

の編成だった。他に12隻の大型ジャンク船が近くにあったが、戦闘には参加しなかった。
清国側の総排水量は8,000トン、兵員1,040名の戦力となった。フランス艦隊に比べると総排水量でも劣る上に、清国側には木造艦が多く、さらに機関が喫水線より上にあったため敵の命中弾を受けやすく、大砲も旧式であった。

### 艦隊の展開

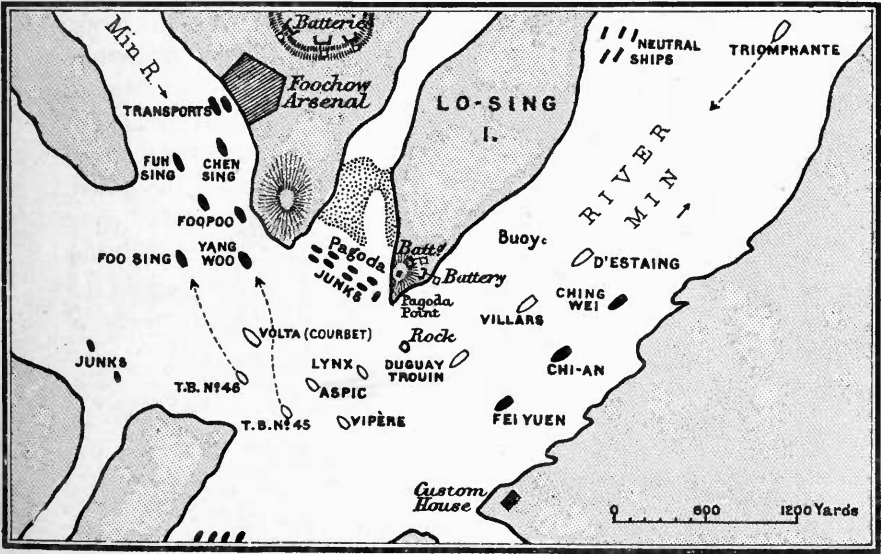
羅星塔付近の艦隊配置

清国の艦隊は、フランス艦隊を南北から挟み込む形で配置された。北側の8隻（揚武・福星・伏波・建勝・福勝・藝新・永保・琛航）は、造船廠を守るために、フランス艦隊と福州造船廠の間に配置された。南側の3隻（済安・飛雲・振威）は、税関ビルの防衛とクールベ艦隊の退路を断つために、フランス艦隊の下流域の税関ビルの正面に配置された。
対するクールベは、清国艦隊に対して圧倒的な火力で対面できるように配置した。また彼は、吃水の浅い清国艦が潮汐で揺れて艦尾が露わになりやすくなる満潮時の翌8月23日午後2時を攻撃開始時間に選んだ。このタイミングに決めたもう1つの理由は、もしトリオンファンが閩江を溯上できたとすれば、戦場への到着時間がその頃だったからである。
清国艦隊が陣形を変えないと想定したクールベは、フランスの各艦に午後1:45に戦闘準備を完了し、午後2時頃にクールベの命令で戦闘に入れるよう準備を命じた。

### 海戦

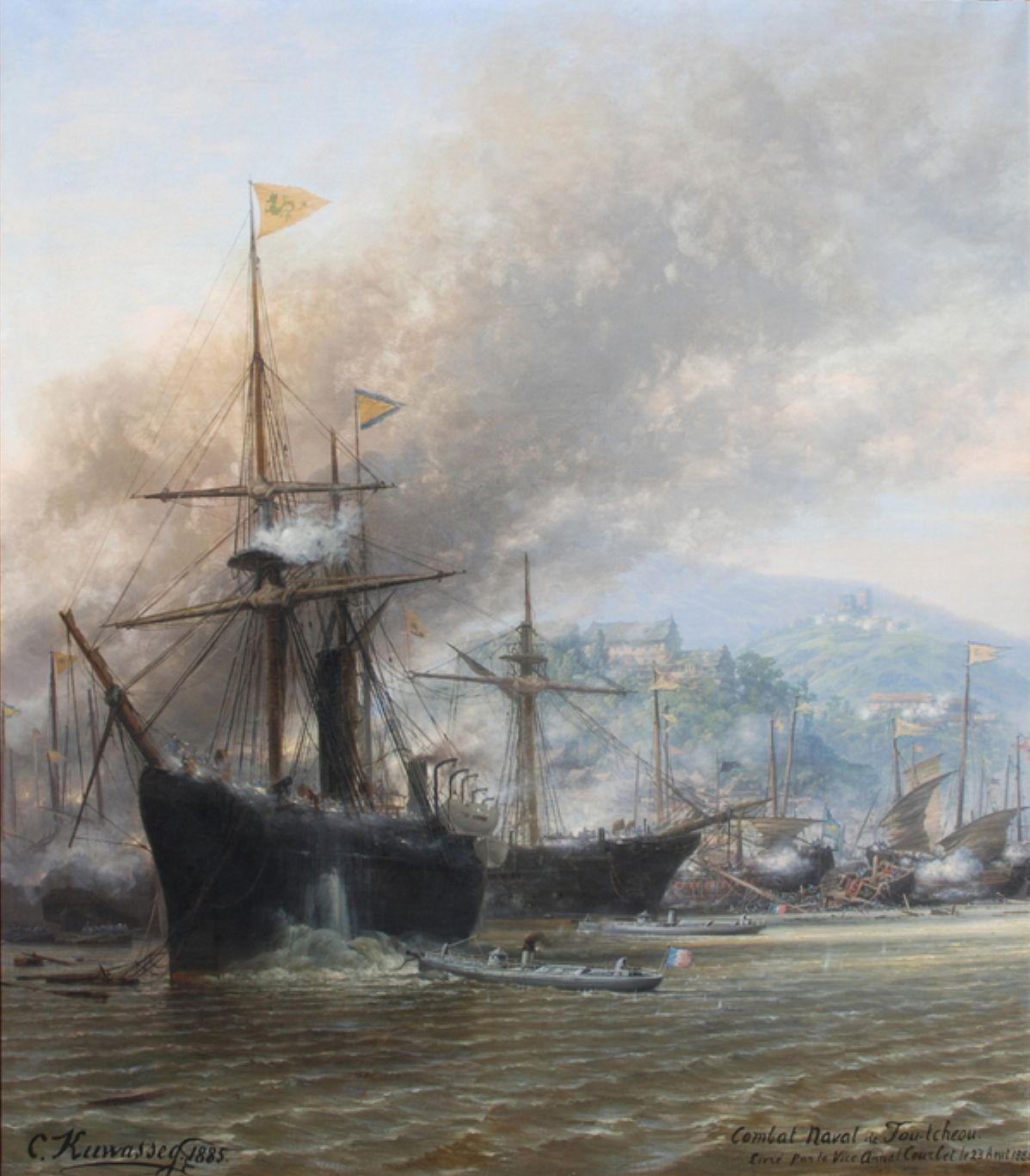
清の旗艦揚武とコルベット艦福星を攻撃するフランスの第46号・45号水雷艇

攻撃開始の時間が近づいても福建艦隊は陣形変更などの戦闘準備は行わず、1:30にフランス艦隊が戦闘準備を開始しても福建艦隊は反応しなかった。だが戦闘準備が完了してフランス艦隊の慌ただしさが落ち着いた1:55、ようやく清国側の小艦艇がフランス艦隊に向かっていった。これを受けて、クールベは予定よりも5分早く攻撃開始命令を下した。
最初にフランス艦隊の第46号水雷艇が、福建艦隊の旗艦揚武への外装水雷攻撃を行った。攻撃は成功したが、46号水雷艇はこの攻撃の間にボイラーを破損した。また、第45号水雷艇は福星を攻撃したが失敗した。45号水雷艇はその後、ヴォルタの水雷攻撃に巻き込まれて大破した。攻撃を終えた2隻の水雷艇は、中立国の船の投錨地である下流に向けて漂流していった。
一方、フランスの巡洋艦と戦闘直前に艦隊に合流したトリオンファンは、残りの福建艦隊の艦船に相対した。琛航、永保、飛雲、済安、福勝、建勝は、巡洋艦デュゲイ・トルーアン、ヴィラール、デスタンの砲撃によって沈没するか火災を起こした。振威はトリオンファンからの砲撃で爆破された。伏波と藝新だけは、砲艦リンクス、アスピック、ウィペールと交戦する前に離脱することで、重大な損害なしで戦闘から生き残った。

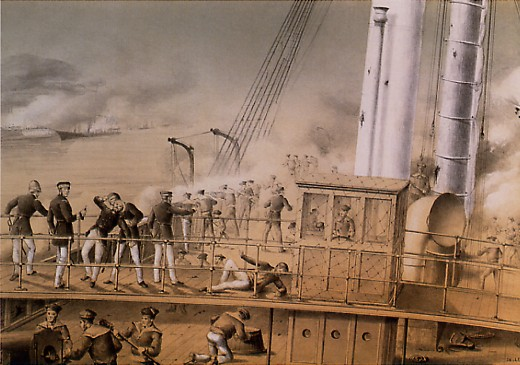
ヴォルタ艦橋上のクールベ提督

火力に劣る福建艦隊は、戦闘力を喪失する前にクールベと彼の周囲の将校を倒すことに目標を絞り、砲撃をフランスの旗艦ヴォルタに集中した。これによって戦闘開始後まもなく旗艦甲板員が死傷し、艦橋にいたクールベの側近の数人も死傷している。
戦闘は午後5時に終わった。フランス艦隊の圧倒的な勝利であった。ただし、その夜に清朝は不成功ながらフランス艦隊に対する焼き討ちを行い、フランス艦隊の投錨地変更を余儀なくした。

### 福州造船廠砲撃

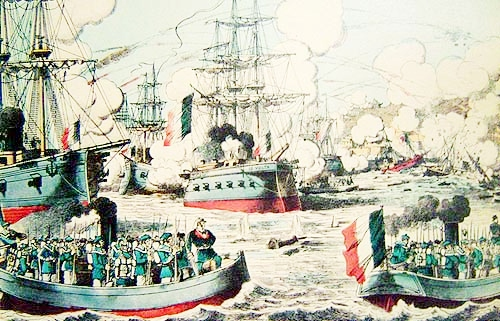
福州造船廠への砲撃

8月24日朝、クールベは福州造船廠の破壊のために海軍機関官を上陸させようとした。だが、清朝側がドックの周辺に歩兵を配置して防備を固めている事を知ると、砲撃による破壊に方針変更した。
砲撃によってフランス艦隊は造船廠の多くの周辺の建物に損害を与え、建造中のスループ船「横海」にも大穴を開けた。だが、高潮の時間帯でもなかったため、フランス艦隊は浅瀬にある造船廠に充分に近づくことができず、クールベが当初期待していたほど完全に破壊することはできなかった。
8月24日夜、停泊しているフランス艦隊に、再び福建水師は夜襲を仕掛けた。午前4時、清の2隻の水雷艇がフランス艦隊の先頭に停泊していた砲艦ウィペールに攻撃を試みたが、奇襲攻撃開始前に2隻ともフランス艦隊の探照灯に発見されてデュゲイ・トルーアンのホチキス砲による砲撃を受け、1隻はあっという間に沈没し、もう1隻の乗組員も船を捨てて飛び込み、河岸に向かって泳いで逃げた。

### 閩江を下る

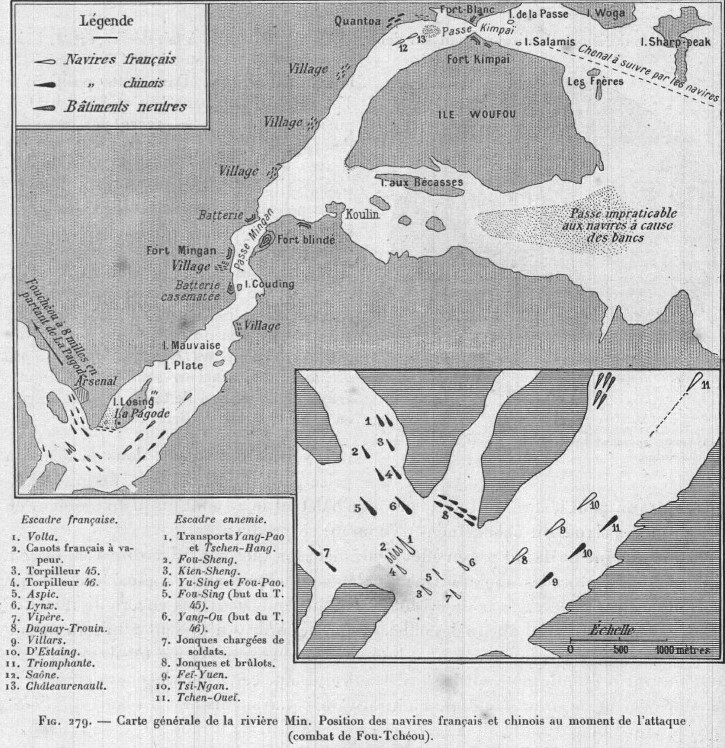
閩江河口域

羅星塔近くでの戦闘が終わった8月25日、フランス艦隊は閩江を下り始めた。
艦隊は最も火力のあるトリオンファンとデュゲイ・トルーアンを先導に、25日・26日に閩江沿いの清朝の河岸砲台を田螺湾、閩安と相次いで砲撃して破壊した。
翌27日・28日には、閩江河口の金牌水路を両岸から守る金牌砲台・長門砲台を攻撃した。金牌砲台は砲撃で沈黙したが、長門砲台はホチキス型機関砲で反撃したため、フランス艦隊は陸戦隊を上陸させて砲台を沈黙させ、デュゲイ・トルーアンの砲撃で破壊された。
こうして福州一帯の清朝の海防施設はことごとく破壊され、残った福建水師の艦船は舟山群島に逃げ出し、戦闘は終わった。フランス艦隊はしばらく閩江河口に止まり、トンキン湾艦隊が合流して正式にフランス極東艦隊を編成した8月29日にようやく閩江河口を離れて、台湾へと移動した。

## 戦闘の結果

### 戦闘による損失
フランス艦隊の損失は、緒戦で損害を受けた46号水雷艇と、海戦には間に合わなかったが長門砲台攻撃に参加して中破した装甲艦ラ・ガリソニエールの他には、死者10名・負傷者48名と比較的少なかった。この損害の大半が、海戦での砲撃によるものではなく、閩江を下る間に両岸からの狙撃兵による射撃で与えられたものであった。

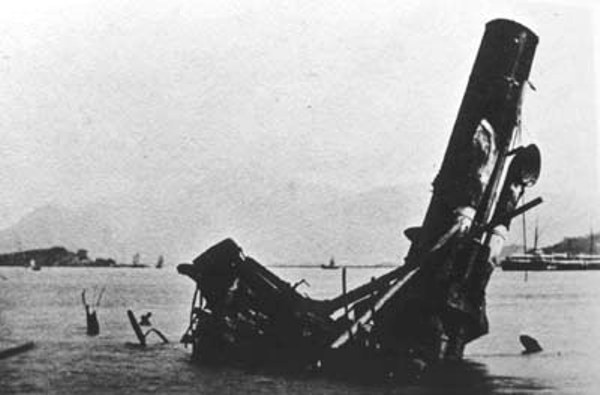
福建水師の旗艦揚武の遭難

それに対して、福建水師は11隻の艦船のうち、9隻を失った。そのうちの何隻かは羅星塔や福州造船廠付近の砲撃を受けた場所で沈没したが、他の船は閩安辺りまで漂流してから座礁した。閩江河口に待機していた巡洋艦シャトールノーの将校は、8月23日の夕方に船上火災を起こして乗組員に捨てられた3隻の清朝の軍艦が、閩江を漂流してきたのを目撃している（3隻のうちの1隻は彼の目の前で爆発した）。
クールベは、清朝側の死者を2000〜3000名と見積もっている。戦後すぐに羅星塔に建てられた記念碑では、この戦闘による死者を831名としている。ただしここには閩江を下って以降の戦死者は含んでいない。

### 清朝の責任者の処罰
この戦いの後、敗戦理由を調査するために欽差大臣として派遣された左宗棠の権限によって、関係者の処罰が行われた。
直接の戦闘の責任者だった福建軍務会弁の張佩綸は、福建水師による反撃を試みなかった事から免職された。閩浙総督の何璟、福建巡撫の張兆棟、福州船政大臣の何如璋らも免職された。
金牌水路での戦いを指揮した福州将軍のムトゥシャン（穆図善）は留任された。
福州船政学堂の卒業生で福建水師の旗艦揚武の艦長の張成は、戦闘が始まってすぐに船を捨てたために後に処刑された。

### フランス艦隊勝利の要因
この戦いでフランスが勝利した要因の1つが、フランス艦隊が両国が開戦する前に閩江を遡っていたということである。和平交渉を進めていた清朝は、フランス艦隊が閩江を遡っても攻撃を行わなかったため、クールベは無傷のまま艦隊を羅星塔まで進めることができたのだ。
2番目の重要な要因が、清朝の北洋艦隊向けにドイツで建造されていた近代戦艦定遠・鎮遠がこの戦争中清朝に引き渡されなかった事だ。清朝のこの新造戦艦がクールベの艦隊のどの艦船よりも強力であったため、開戦が差し迫ってきた1883年12月、フランスはドイツ政府に対して、もしも清朝とフランスが開戦した場合に清朝に戦艦を引き渡さないように要請した。それを受けてドイツ政府は、清仏戦争の間ずっと清朝に対して様々な言い訳を並べては2隻の戦艦を港に留め置き、結局引き渡されたのは戦後の1885年7月であり、北洋艦隊に合流したのは1885年10月のことだった。
一部の中国人の歴史家は、清朝の完敗の原因を、その指揮系統の不統一にあると断じた。当時の清朝の地域艦隊・地域軍は、それぞれの領袖がその地域の予算や私財を投じて作り上げており、この戦力は同時に中央の宮廷での影響力の源泉でもあった。そのため、各艦隊の司令官は自分たちの戦力が戦闘によって損耗することをひどく嫌った。そのため福建水師は、再三の増援要請にもかかわらず、清朝の他の三艦隊（北洋水師・南洋水師・広東水師）からの救援がほとんど受けられなかったのである。
張佩綸からの増援要望が上がっても、西太后からの直接命令が下っても、他の三艦隊は福建水師に救援を差し向けることを断った。広東水師からは、1882年にトンキン湾でのフランス軍の動向を調査するために福建水師から広東水師に貸し出されていた飛雲と済安の2隻が、両広総督張之洞によって福州に送り返された。ただし、広東水師の船からは1隻も出していない。李鴻章は、北洋艦隊から2隻を福州に差し向けるようにという命令に逆らった。浙江巡撫劉秉璋も、軍艦超武を福州に送ってほしいという張佩綸からの要請を拒絶している。